# Philadelphia International Airport
Philadelphia International Airport (IATA: PHL, ICAO: KPHL) is de luchthaven van Philadelphia, Pennsylvania. Het is de negentiende luchthaven van Verenigde Staten qua aantal passagiers en qua aantal vliegtuigbewegingen. De luchthaven is een hub van American Airlines en er wordt gevlogen naar bestemmingen in de VS, Canada, Zuid-Amerika en Europa. 

## Geschiedenis
Vanaf 1925 gebruikte de Pennsylvania National Air Guard de luchthaven (vroeger heette het Hog Island) als trainingsbasis voor de piloten. Een paar jaar later, in 1927 werd de luchthaven hernoemd naar Philadelphia Muncipal Airport. Pas in 1940 werd een terminal gebouwd. Weer een paar jaar later, in 1945 werd de luchthaven weer hernoemd naar Philadelphia International Airport nadat American Overseas Airlines begon te vliegen op bestemmingen in het zojuist bevrijde Europa. 
Met 31.444.403 passagiers in 2015 is de luchthaven niet overdreven druk, en staat dan ook niet in de top 30 drukste luchthavens ter wereld.  

## Banen
Philadelphia International Airport heeft 4 start- en landingsbanen. 
- 9R/27L - 10,506 ft - 3,202 m
- 9L/27R - 9,500 ft - 2,896 m
- 17/35 - 5,460 ft - 1,664 m
- 8/26 - 5,000 ft - 1,524 m